# Calliodes rivuligera
Calliodes rivuligera är en fjärilsart som beskrevs av Butler 1893. Calliodes rivuligera ingår i släktet Calliodes och familjen nattflyn. Inga underarter finns listade i Catalogue of Life.